# Autoridade aduaneira
Autoridade aduaneira refere-se a um servidor público que possui a competência de realizar o controle de alfândega, bem como a fiscalização de taxas alfandegárias.
No Brasil, a autoridade aduaneira, reconhecida em lei, é o Auditor-Fiscal da Receita Federal do Brasil.
O auditor-fiscal que atua na aduana realiza as atividades concernentes aos procedimentos de fiscalização como o controle aduaneiro, apreensão de mercadorias e o despacho aduaneiro que é o procedimento fiscal por qual toda mercadoria proveniente ou destinada ao exterior deve ser submetida para que o exportador receba a permissão definitiva para enviar sua mercadoria e o importador obtenha a autorização para receber suas mercadorias importadas. Ele tem por finalidade a verificação acerca da precisão dos dados declarados em relação às mercadorias submetidas ao despacho, pois é com base nessas declarações que são examinados os aspectos administrativos, comerciais, tributários e cambias das operações.
1. ↑  BRASIL, Governo Federal (10 de julho de 2017). «Parágrafo Único do art. 5º da Lei 13464/17». Casa Civil. Consultado em 14 de novembro de 2019